# Molécule triatomique

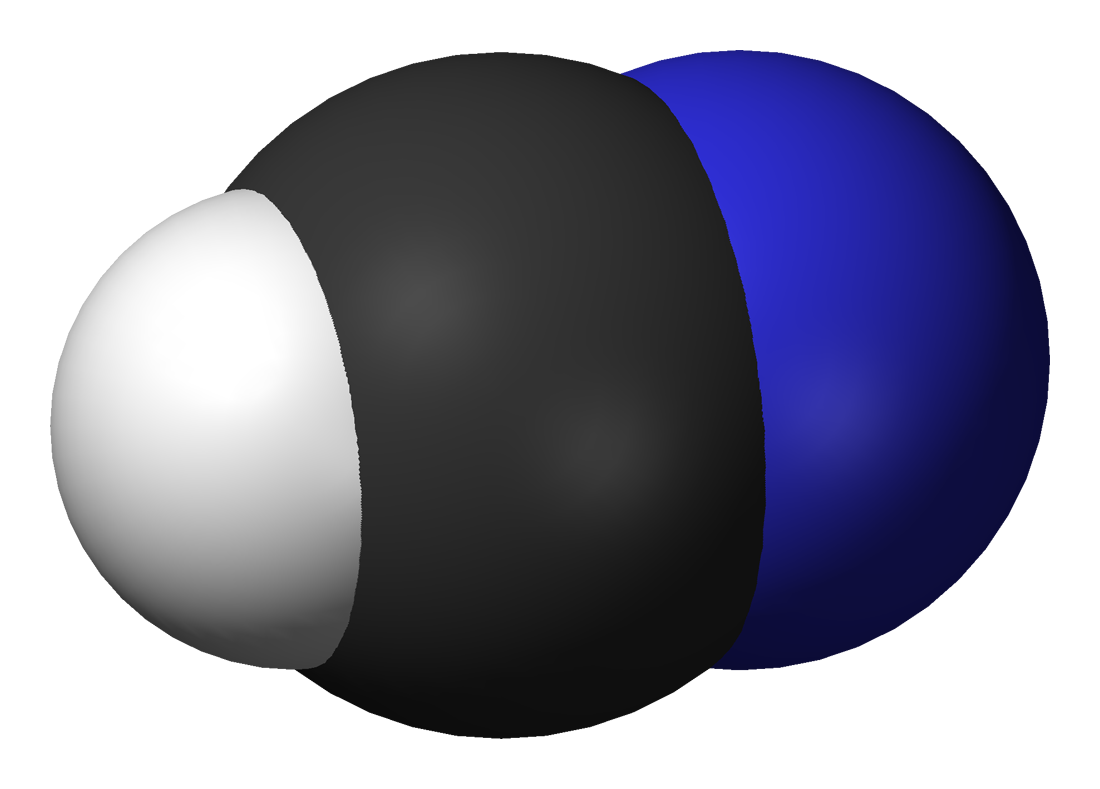
Représentation de la molécule triatomique HCN.

Une molécule triatomique est une molécule composée de trois atomes. H2O, CO2 et HCN en sont des exemples.

## Molécule triatomique homonucléaire

Structure chimique du tricarbone, molécule triatomique homonucléaire composée de trois atomes de carbone.

Les molécules triatomiques homonucléaires contiennent trois atomes appartenant au même élément chimique. L'ozone (O3) en est un exemple.
L'hydrogène triatomique (H3) est instable et se brise spontanément. Le cation trihydrogène H3+ est stable et symétrique. 4He3, le trimère d'hélium est seulement faiblement lié par la force de van der Waals et est dans un état d'Efimov (en). Le trisoufre (S3) est analogue à l'ozone.